# 安藤桃子
安藤 桃子（あんどう ももこ、1982年3月19日 - ）は、東京都出身の映画監督。妹は安藤サクラ。

## 略歴
父・奥田瑛二、母・安藤和津の間に、第1子（長女）として生まれる。学習院初等科を経て学習院女子中・高等科に進学。高校時代よりイギリスに留学し、ロンドン大学芸術学部を次席で卒業。その後、ニューヨーク大学に進学し、映画作りを学び、監督助手として働きはじめる。
2010年、安藤 モモ子名義で『カケラ』で監督デビューを果たす。
2011年、小説『0.5ミリ』を出版し、作家デビューを果たす。
2014年3月14日に一般男性（仏教僧侶）と結婚。同年、自身の小説『0.5ミリ』を映画化し、自身で監督・脚本を務めた。主演には妹の安藤サクラを迎え、姉妹共作を実現した。以後、同作のロケを行った高知県高知市に移住、同市内に映画館「ウィークエンドキネマM」（帯屋町一丁目）をオープンする（ミニシアター「キネM」として、2021年初夏リニューアルオープン）。
2018年5月下旬に離婚。

## 作品

### 映画
※ 無印は監督のみを担当。
- カケラ（2010年）＊脚本も担当
- 0.5ミリ（2014年）＊脚本も担当　※第88回キネマ旬報ベスト・テン 第2位

### 短編映画
- ウタモノガタリ-CINEMA FIGHTERS project-「アエイオウ」（2018年）＊脚本も担当

### 小説・執筆
- 『0.5ミリ』(幻冬舎・2011年)
- 『ブタの中指』（雑誌「真夜中」短編小説：2011年）
- 「シアターカルチャーマガジンＴ．」連載短編小説（2011年～2013年）
- 「IMA」短編小説
- 恋愛小説集『カウンターイルミネーション』（雑誌「群像」短編小説：2014年・文庫：2018年）[9]
- 「GINZA」コラム連載『G’s Music安藤モモ子の鼓膜から爆破』（2012年～2015年）
- 「Kiss」エッセイ連載『モモタビ』（2013年）
- 【連載】「週刊文春」コラム連載『安藤桃子の桃源郷でロケハン中』(2015年7月～2020年4月)
- 「映画芸術」特集『私はこれで決めました』（2019年10月30日）
- 「月刊ブレーン」連載企画エッセイ『今夜窓に灯りがついている.』(2019年10月)
- 【連載】「日本経済新聞」夕刊　連載「プロムナード」（2020年1月～2020年6月）
- 「暮らしの手帖」『随筆』（2020年）
- 「月刊文藝春秋」　『オヤジとおふくろ』（2020年）
- 「Numero TOKYO」（2020年）
- 「ぜんぶ 愛。」（エッセイ集 2021年、集英社インターナショナル）

### ディレクション＆フォトグラフ
- 『BARF OUT!』
- 『RUBYPAPER』装苑×ZUCCAコラボレーション写真展『一之時代』（2012年3月）
- リトゥンアフターワーズ　展覧会「絶命展～ファッションの秘境」
- 『writtenafterwards ⅷ 天空の織り姫』原作：山縣良和　演出・脚本：安藤桃子　主演：安藤サクラ（2013年）
- 東京女子流「Maltine Girls Wave」Umbrella feat.山邊未夢　監督：安藤桃子 feat.YU-KI TANAKA (CG)　MV（2014年）
- 高知市観光プロモーション「keep and going 高知市」PV（2014年）
- 「第38回全国豊かな海づくり大会」PV（2018年）
- 「カーニバル00in高知」フェスディレクション（2019年）

## 出演

### テレビ
- BSジャパン「MADE IN BS JAPAN」（2010年10月 - 2012年3月）
- NHK教育テレビジョン「ハートネットTV」ブレイクスルーMC（2014年4月 - 2016年2月）
- NHKワールド「Kids Meet the World」MC（2018年 - 2019年3月）
- フジテレビジョン「アウト×デラックス」（2018年7月19日）
- 関西テレビ「桃色つるべ」（2019年）
- 高知さんさんテレビ「プライムこうちF」
- 高知放送「eye＋スーパー」
- テレビ高知「テレっちのたまご」
- BS朝日「シネアスト～人生を変えるワンカット～」MC
  -     1. 1「シネアスト」山田康介（撮影監督）、ユアンマクレガー（俳優監督）、木村大作（監督）（2018年9月25日）
    2. 2「シネアスト」黒澤和子（映画衣裳デザイナー）、林田裕至（美術監督）（2018年10月25日）
    3. 3「シネアスト3」谷垣健治（アクション監督）（2019年2月7日）
    4. 4「シネアスト4」大林宣彦（監督）（2019年3月7日）
- 日本テレビ「news zero」月1ゲストコメンテーター（2018年 - 2019年）
- NHK松山「シン・地方の時代～パンデミックで変わる 四国の未来～」(2020年8月7日)
- 日本テレビ「DayDay.」隔週水曜レギュラー（2023年4月5日 -）

### ラジオ
- J-WAVE「安藤桃子のマガジンハウスRADIOFAST」（2016年4月 - 2017年3月）
- J-WAVE 「Koh Gen Do WARDS ALIVE」ナビゲーター（2016年4月 - 2018年3月）
- RKC高知放送ラジオ「ぱわらじっ！！」番組内コーナー『ウェークエンドはキネマM」（2017年～2018年）
- インターネットラジオ「ラジオエルメス」『私がいま話をしたいひと　安藤桃子×岡村靖幸』（2019年9月）
- Tokyo FM WEBラジオコンテンツ「JFN park」内「TWIGGY.松浦美穂のClean,Simple,Smart.RADIO」(2020年7月)
- エフエム高知「安藤桃子のひらけチャクラ！」(2020年6月1日 - )

### CM・広告
- パナソニック「Panasonicヘルスケア」
- ユニクロ「今を生きる服。ユニクロのフリース2010」プリントフリース（2010年）
- ユニクロ アウターウェア「アウターは、あなただ」篇（2015年9月） - 安藤サクラと共演
- ジャックダニエル蒸留所創業150周年キャンペーン「LOVES JACK」（2016年5月～12月）
- 三越伊勢丹「オンリーMI」「EXCELLENT WOMEN by KISHIN」（2016年9月）
- ハニカム「TOD'S Timeless Icons」（2016年12月）
- 江原道　化粧品メーカーKho Gen Doイメージキャラクター（2017年～2019年9月）
- 第一三共ヘルスケア　薬用イオン歯みがき＆薬用イオン洗口液「ブレスラボ」：「はじめまして」「出た」篇（2018年～2019年8月）- 柴咲コウと共演
- 森永乳業WEBCM『マウントレーニア』「ほどける瞬間安藤桃子」篇(2019年9月～2020年1月)

### 新聞
- 毎日新聞「想像」
- 読売新聞夕刊「安藤桃子革命1～6」（2018年7月18日 - 7月25日）
- 朝日新聞連載「キミとどたばた」（2019年10月26日 - 11月30日、毎週土曜全5回）

### 雑誌
- 「装苑」
- 「Harper’s BAZAR」
- 「GINZA」
- 「エココロ」
- 「CREA」
- 「SWITH」
- 「BRUTUS」
- 「BARF OUT!」
- 「家庭画報」
- 「anan」
- 「FRaU」
- 「SPUR」
- 「25ans」
- 「T.JAPAN」
- 「＆Premium」
- 他多数

### ウェブ掲載
- ユニクロWEBコンテンツ「LifeWear」（2016年5月～）
- 江原道WEBサイト「MoMoKo LOVERS」(2018年)
- 「ELLE」『Women in Filmmaking ：撮る女子！#4 安藤桃子』（2019年8月23日）
- 「weeksdays」『あいすること、あいされること　安藤桃子×伊藤まさこ対談』（2019年9月27日～10月3日）
- 「ONE STORY」『TAITTINGER』企画（2019年10月）
- WEB「T.JAPAN」（2020年）

### その他
- 寺尾沙穂　アルバム内収録曲「そらとうみ」作詞
- 高知市長表彰受賞（2019年4月）- 地域文化活動への評価

### イベント・講演・審査員等
2010年
- 青山学院大学「ハーブ＆ドロシー｣トークショー　佐々木芽生×安藤モモ子
- 第7回ラテンビート映画祭「愛する人」トークイベント　安藤和津×安藤モモ子
- 第9回はままつ映画祭「カケラ」安藤モモ子トークショー
- JEANASIS×カケラ限定リバイバル上映イベント｢安藤モモ子トークショー｣

2011年
- 三菱商事アートゲートプログラム×Hanakoスペシャルトークショー｢アートのある生活｣×北脇朝子(Hanako編集長)
- 復興書店｢Words＆Bonds｣　安藤モモ子×山崎ナオコーラ
- 映画24区｢地域プロデューサーコース講演｣　小林光(キネマ旬報会長)×安藤モモ子

2012年
- ThreeBond presents「くっつく絆メカニズム」奥田瑛二×安藤モモ子
- NIKKEIアート・プロジェクト「写真家の視点～川内倫子が切り取る世界」川内倫子×安藤モモ子
- Rainy Day Bookstore ＆ Cafe presents｢言葉をつむぐ WORDS To SOUNDS Vol.1｣　安藤モモ子× 鈴木杏
- 池袋コミュニティカレッジ「セブンシネマ倶楽部」安藤モモ子×近衛はな
- VACANT「原宿シネマ」安藤モモ子×野村友里
- 奥田瑛二ＶＳ安藤モモ子作品展『バトンタッチなんかするものか』　ギャラリートラックス
- ZUCCa×安藤モモ子×装苑「一之時代トークショー」安藤モモ子×安藤サクラ
- ecocolo～愛しのグランマ～発売記念イベント「冬の朗読会」谷川俊太郎×安藤モモ子×しまおまほ
- SPBS「安藤家のものづくり」安藤モモ子×奥田瑛二

2013年
- 「高知県芸術祭」トークショー　スペシャルゲスト参加
- LOUIS VUITTON　24 HOURS EXPRERIENCE PROGRAM　ゲスト参加
- Diorパリコレクション　ゲスト参加
- やさしい手 甲府主催「2013年 新春講演会」演題:「幸せな逝きかた・看取りかた」

2014年
- 高知県建築協会講演会
- 下北沢　本屋B＆B　安藤桃子×豊崎由美「ハードボイルドな女性の生きる道」トークショー
- 「one」伊勢丹　展示・トークショー

2015年
- 「篠山紀信展　写真力」トークショー
- 高知新聞「ふれあい高新in仁淀川町」黒笹慈幾×安藤桃子トークライブ

2016年
- 「こうち子ども未来フォーラム」講演会
- 「吾川郡PTA研究大会」講演会
- 「エンジン01教育委員会」出張授業
- 「鷺森アグリ」トークショー

2017年
- 「ふたりっこプロデュース」トークショー
- エンジン
- 「KOCHI BEAUTY MARCHE」トークショー
- こども子育てまちづくりフォーラム

2018年
- 高知学園短期大学　講演会
- サニーマートグループ　第2回女性活躍推進　講演会
- 高知県立高知国際中学校 講演会
- 高知県保育士会 講演会
- 高知大学地域協働学部　講演会
- 拓殖大学　講演会
- 高知県立美術館 トークショー
- 土佐清水市夏期講座
- 高知県立高知小津高等学校　講演
- 高知市立愛宕中学校　講演
- 高知県立安芸中学校　講演

2019年
- 第4回学生建築家コンペティション
- 交通安全協会　講演
- 内閣官房　東京オリンピック・パラリンピック推進本部事業局主催「ホストタウンサミット」講演
- ゆうばり国際ファンタスティック映画祭　審査員
- オーテピア読書週間講演
- 日本電気協会四国支部　第72回四国支部大会　講演　演題：「イマジンという方法論」
- 2019年度　高知県小中学校教頭会研修会　講演　演題：「未来の子供たちへ」
- 第25回全国女性経営者セミナー高知大会　講演　演題：「羽ばたけ！乙女力」
- 室戸マグロック トークショー
- 中山英之展：ギャラリートーク
- 知的障害者福祉協会 トーク
- 第1回はぐくみ映像コンペ　特別審査員　（里親制度について）
- 高知家ふるさとミーティング　トークショー
- ELLE WOMAN in SOCITY 2019 TWIGGY.松浦美穂×安藤桃子トークショー
- ショートショート フィルムフェスティバル＆アジア2019　公式審査員
- 日本雑誌広告賞　審査会
- 追手前高校文化　講演会　演題：「私たちが描く未来」
- 高知県観光ガイド連絡協議会　トークイベント
- 高知市立昭和小学校　トークイベント　演題：「未来の大人たちへ」
- ＜フェスディレクション＞文化人やクリエイターの知識や感性を未来の子どもたちに届ける文化フェス「カーニバル00in高知」（2019年11月2日～4日）
- 第10回こうち介護の日　トークショー
- 南国市立北陵中学校　北陵祭　講演「ワクワクすること」
- LVMH起業家コンテスト審査会
- 梼原町 雲の上の図書館×YURURIゆすはら秋祭り　トークショー
- 高知県私立幼稚園PTA大会　講演　演題：「増やそう！しあわせ体験」
- 土佐市じんけんセミナー

2020年
- JAPAN CUTS2020リモート審査員
- 高知オーガニック トークショー
- 四万十町立影野小学校　講演会
- 高知大学希望創発センターオンライン授業
- ショートショートフィルムフェスティバル＆アジア2020　LEXUSオープンフィルム特別審査員
- はぐくみ映像大作戦　リモートトークショー（安藤桃子＆ふくだももこ監督）
- アマナ「こどもがまんなかフォトコンテスト」審査員

2021年

## 受賞歴
- 第69回毎日映画コンクール・脚本賞 - 『0.5ミリ』[10]
- 第39回報知映画賞・作品賞 - 『0.5ミリ』
- 第36回ヨコハマ映画祭・監督賞 - 『0.5ミリ』
- 第24回日本映画批評家大賞・作品賞 - 『0.5ミリ』
- 第29回高崎映画祭・若手監督グランプリ - 『0.5ミリ』
- 第18回上海国際映画祭 アジアン・ニュータレントアワード部門[11]
  - 最優秀監督賞 - 『0.5ミリ』
  - 優秀脚本賞 - 『0.5ミリ』